# Auguste Serrure

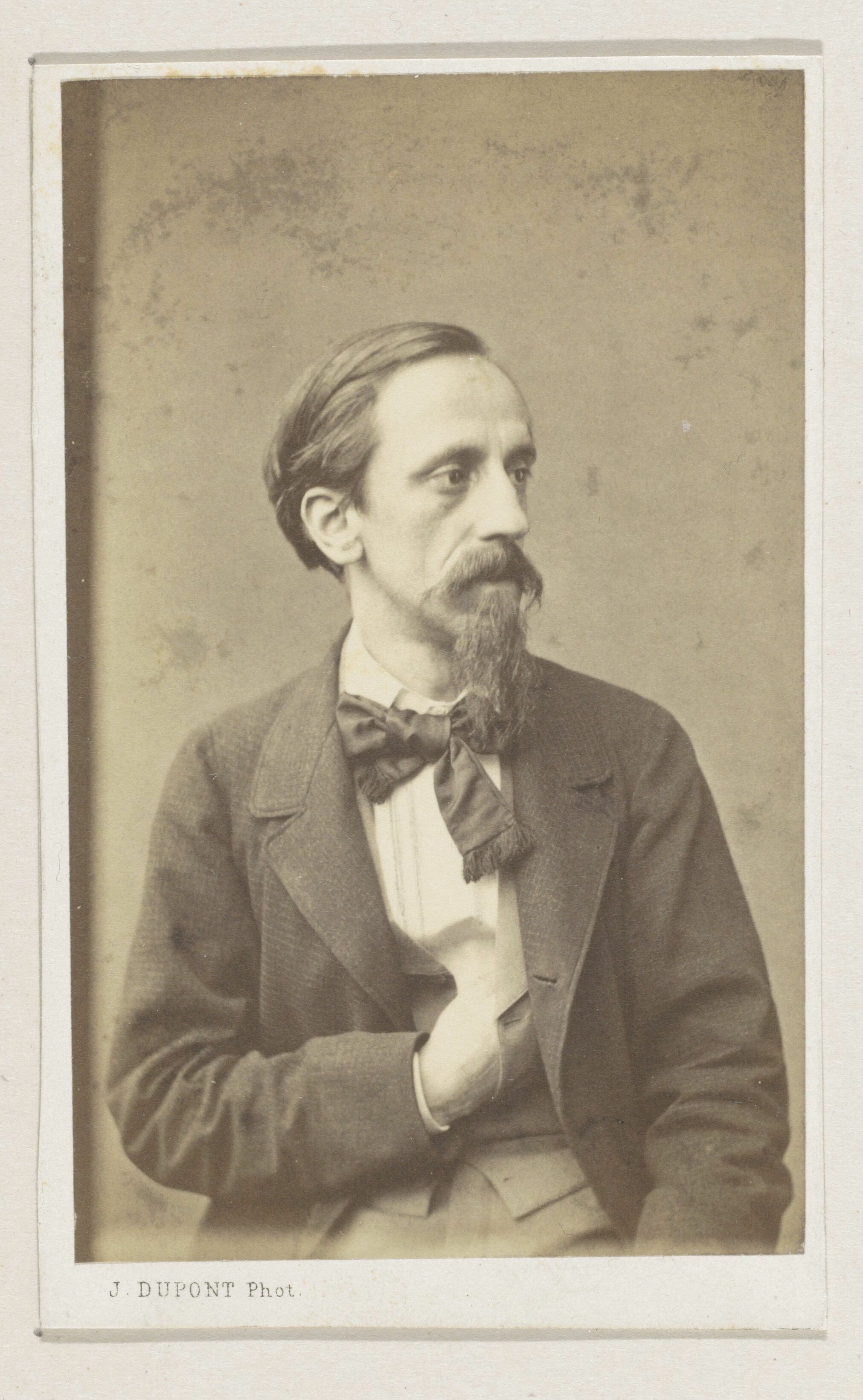
Auguste Serrure

Auguste Serrure (* 2. November 1825 in Antwerpen; † 2. Dezember 1902 in Schaarbeek) war ein belgischer Genre-  und Historienmaler.
Er studierte an der Koninklijke Academie voor Schone Kunsten van Antwerpen bei Ferdinand de Braekeleer, Gustave Wappers und Mathieu Ignace van Brée. Zu seinen Kommilitonen gehörten Louis Van Kuyck, Edouard Hamman, Jozef Janssens de Varebeke und Sebastiaan Pittoors.
Er heiratete am 7. Juli 1856 in Antwerpen Paulina Ratinckx. Im Salon von Antwerpen 1861 wurde er mit einem Preis ausgezeichnet. Er nahm auch an den Ausstellungen des Brüsseler Salons in den Jahren 1863 und 1864 und an einer Ausstellung in London in dem Jahr 1874 teil.
Er widmete sich der Genre- und Historienmalerei aus dem Leben wohlhabender Gesellschaft, meist in Kostümen des 17. und 18. Jahrhunderts, im Stile von Charles Baugniet und Alfred Stevens.

## Museum

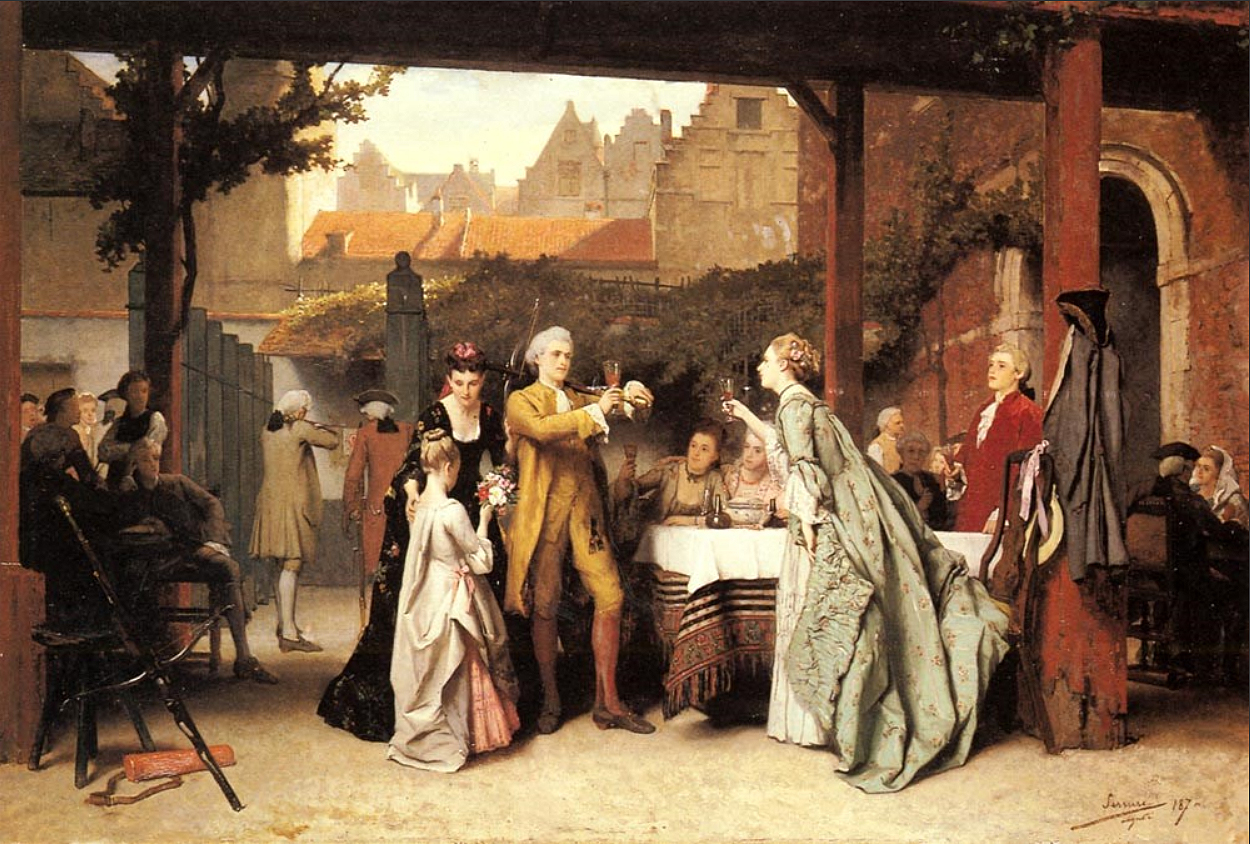
Glückwunsch an den Gewinner

Gemälde von ihm werden in verschiedenen Museen ausgestellt:
- im Königliche Museen der Schönen Künste (Brüssel)
- im Museum in Leuven
- im Musée d’Orsay (Paris)
- im Musée des Beaux-Arts de Nantes
- Im Philadelphia Museum of Art (USA).